# Juliusz Zarębski

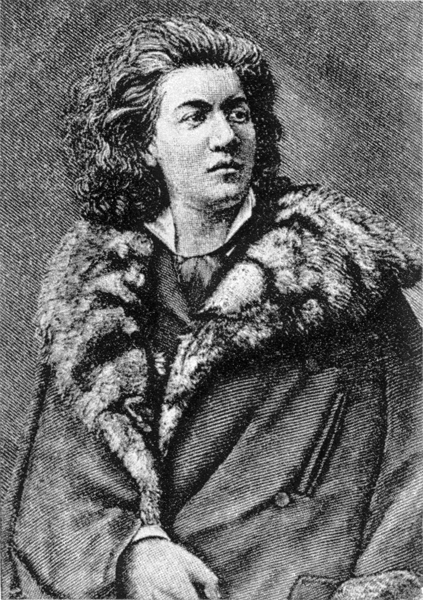
Juliusz Zarębski.

Juliusz Zarębski (Zhytomyr, Ucrania, 3 de marzo de 1854 - ibídem, 15 de septiembre de 1885) fue un pianista y compositor polaco, alumno de Franz Liszt.

## Biografía
Juliusz Zarębski nació el 3 de marzo de 1854 en Zhytomyr (Ucrania). Su madre fue su primera profesora de piano. Cuando tenía diez años, Zarębski dio conciertos en los salones de su ciudad natal. En 1870 completó su educación en el gymnasium con honores y se trasladó a Viena para estudiar composición con Franz Krenn y piano con Josef Dachs en el Conservatorio de la Sociedad de Amigos de la Música. Dos años después, se graduó, con dos medallas de oro, incluso aunque su currículo indicara una educación de seis años. En 1873 se mudó a San Petersburgo y estudió durante tres años, pasó un examen y obtuvo el diploma de «artista libre». Un año después se trasladó a Roma y permaneció allí hasta el año siguiente, donde estudió piano con Franz Liszt, su amigo desde hacía bastante tiempo. El compositor húngaro se ocuparía de Zarębski, apareciendo junto a él en conciertos y usando sus contactos para ayudar a publicitar las obras del compositor polaco.
Su carrera como virtuoso pianista comenzó en la primavera de 1874 con conciertos en Odesa y Kiev. Sus interpretaciones en Roma, Nápoles, Constantinopla, Varsovia, París, Londres y otras ciudades europeas fueron un gran éxito. Se mostró interesado por el piano de dos teclados, elnuevo invento de Edouard Mangeot, y en dos meses ya lo dominaba como un maestro. Desarrolló el repertorio de este nuevo instrumento e interpretó, con una gran aclamación, en la Grand Exhibition de París en 1878. Se estableció en Bruselas, donde ocupó el puesto de maestro de clases magistrales de piano en el Real Conservatorio. Sufría tuberculosis y debido a los problemas derivados de dicha enfermedad tuvo que suspender casi la mayoría de sus conciertos desde 1883. Por ello, centró su carrera en la composición y escribió su música más sorprendente, trabajando en composiciones tales como los cinco movimientos Les roses et les Epines sobre la base de una armonía más avanzada. A pesar de que continuó componiendo casi exclusivamente para el piano, la cumbre de su producción sería su cíclico Quinteto para piano en sol menor de 1885.

## Obras
En sus obras, Zarębski se refiere a su maestro Franz Liszt y a Frédéric Chopin. Creó canciones para solista a partir de textos de Adam Mickiewicz y Włodzimierz Wolski.

## Composiciones para piano
- Andante ma non troppo, BN
- Romance sans paroles, fa menor, ca. 1870, BN
- Adieu, fa menor, ca. 1870, BN
- Maria, piano a cuatro manos, 1871, BN
- March, piano a cuatro manos, 1875
- Grande fantaisie, 1876
- Menuet, Op. 1 (n.p. 1879) 3 danses galiciennes, piano a cuatro manos Op. 2 (Berlín 1880)
- Concert étude, sol mayor, Op. 3 (Berlín 1879)
- 4 Mazurkas, piano a cuatro manos, Op. 4 (Berlín 1880)
- 2 morceaux en forme de mazurka, piano a cuatro manos, Op. 5 (Berlín 1881)
- Grande polonaise, F major, Op. 6 (Berlín 1881)
- 3 études de concert, Op. 7 (Maguncia 1881)
- Concert-mazurka, do menor, Op. 8 (Maguncia 1882)
- Fantaisie polonaise, Op. 9, ca. 1877 (Maguncia 1882)
- Polonaise mélancolique, Op. 10 (Maguncia 1882)
- Polonaise triomphale, piano a cuatro manos, Op. 11 (Maguncia 1882)
- Divertissement à la polonaise, piano a cuatro manos, Op. 12 (Maguncia 1883)
- Les roses et les épines, Op. 13 (Maguncia 1883)
- Impromptu-caprice, Op. 14 (Leipzig 1883)
- Mazurka de concert n.º 2, sol menor, Op. 15 (Leipzig 1883)
- Suite polonaise, Op. 16 (Leipzig 1883)
- Valse sentimentale, Op. 17 (Leipzig 1884)
- Ballade, sol menor, Op. 18 (Breslavia 1884)
- Novellette-caprice, Op. 19 (Breslavia 1884)
- Sérénade burlesque, Op. 20 (Breslavia 1884)
- Berceuse, Op. 22 (Leipzig 1884)
- A travers Pologne, piano a cuatro manos, Op. 23 (Breslavia 1884)
- Valse-caprice, Op. 24 (Leipzig 1884)
- Tarantelle, Op. 25 (Leipzig 1885?)
- Sérénade espagnole, Op. 26 (Leipzig 1883)
- Etrennes, Op. 27 (Breslavia 1885)
- Polonaise, Op. 28 (Leipzig 1885)
- Gavotte, Op. 29 (Leipzig 1885)
- Valse, Op. 30 (Leipzig 1885)
- Barcarolle, Op. 31 (Leipzig 1885)
- Menuet, Op. 32 (Maguncia 1885)
- Quinteto para piano en sol menor, Op. 34 (1885) – dedicado a Franz Liszt; publicado en Varsovia, 1931

NOTA: BN: manuscrito encontrado en la Biblioteca Nacional de Polonia (Biblioteka Narodowa).